# By a Little Light
By a Little Light ist ein Jazzalbum von Matt Ulery. Die im Oktober 2011 im Joyride Studio und im The Drake Hotel in Chicago entstandenen Aufnahmen erschienen am 19. Juni 2012 auf Greenleaf Music.

## Hintergrund
Herzstück der Musik auf dem Album ist das Klaviertrio, notierte James Kaczman. Ulery arbeitet mit zwei verschiedenen Piano-Schlagzeug-Combos, zum einen mit dem Pianisten Rob Clearfield, gepaart mit Schlagzeuger Michael Caskey, zum anderen mit dem Pianisten Ben Lewis, gepaart mit dem Schlagzeuger Jon Deitemyer, beginnt Ulery mit dem Trio und baut die Musik von dort aus auf, mit Mitgliedern des Eighth Blackbird-Ensembles, dem Geiger Zach Brock und der Sängerin Grażyna Auguścik. Die erste CD mit dem Untertitel „By a Little Light“ ist ganz instrumental. Die zweite CD mit dem Untertitel „To the Brim“ wird von Gesang Grazyna Augusciks und auch von Ulery begleitet.

## Titelliste

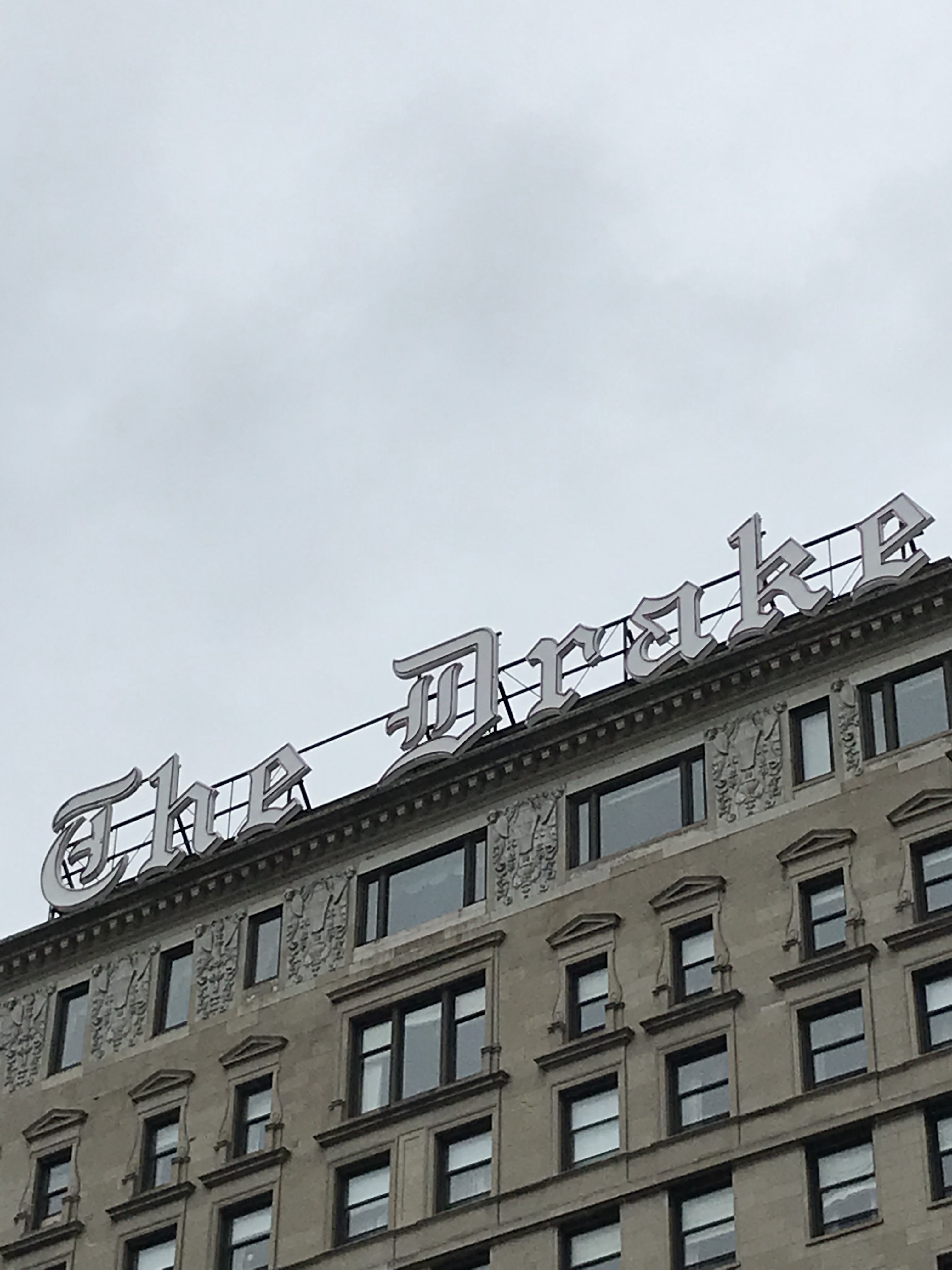
The Drake Hotel in Chicago, in dem ein Teil des Albums aufgenommen wurde.

- Matt Ulery: By a Little Light (Greenleaf Music)

CD1
1. Dark Harvest 4:50
2. By a Little Light 8:07
3. To Lose Your Mind 5:12
4. Wilder Years 7:19
5. Shortest Day 7:55
6. The Miniaturist 4:49

CD2
1. Processional 6:43
2. Somebody Somewhere 8:04
3. Broken and Blinded 8:34
4. Sow the Deep Seeds 6:03
5. To the Brim 6:44
6. Gone Like It Always Was 6:54

Die Kompositionen, Arrangements und Liedtexte stammen von Matt Ulery.

## Rezeption
Das Album wurde von der Kritik gelobt und erhielt mehrere Auszeichnungen; es wurde zu den Top 50 Lieblingsalben des Jahres 2012 (alle Genres) von NPR Music und den Top 10 Jazzalben des Jahres 2012 von A Blog Supreme bei NPR gewählt, ebenso zählte es zu den Top 10 Alben von 2012 bei der Zeitung Chicago Tribune. Es sei „eine der eindringlichsten, schönsten Aufnahmen dieses Jahres – oder eines anderen. Diese magische, zutiefst musikalische Veröffentlichung umfasst mehr ästhetische Einflüsse als man bei einer zusammenhängenden Aufnahme hätte denken können“, hieß es in der Begründung. Nach Ansicht von Franz A. Matzner, der das Album in All About Jazz rezensierte, sei Matt Ulerys By a little Light eine einzigartige Mischung aus [zeitgenössischem] Jazz, Klassik, osteuropäischem Folk und weiteren modernen Idiomen.
By a Little Light kann man „als betörendes musikalisches Statement eines Chicagoer Musikers, der anders denkt, bezeichnen“, schrieb Howard Reich in einer Konzertkritik in der Chicago Tribune. „Amerikanischer Jazz, osteuropäische Folklore, zeitgenössischer Minimalismus und andere Genres trafen auf eine nicht oft anzutreffende Nahtlosigkeit und Poesie.“
Nach der Meinung von James Kaczman (Bird Is the Worm) sei es immer ein feierlicher Moment, wenn ein Künstler versucht, eine große Vision zu verarbeiten. „Das sollten wir von unseren Künstlern erwarten, dass sie versuchen, großartige Träume zu Ausdrucksformen von Kreativität zu synthetisieren, die mit uns allen geteilt werden können.“ Matt Ulerys By a Little Light sei so nah an der Perfektion wie nur möglich. Auf zwei CDs präsentiere Bassist und Komponist Ulery eine Geschichte, die ebenso klassische Musik wie Jazz, so viel Theater wie Musik sei. Es sei Ulery so gut wie garantiert, dass sein Werk jedem Vergleich trotzen wird. Dies sei Musik mit einer starken Identität, die schwer zu benennen ist.